# 岡山市立東山中学校
岡山市立東山中学校（おかやましりつひがしやまちゅうがっこう）は、岡山県岡山市中区御幸町にある公立中学校。

## 校訓
- 自立・思いやり・努力

## 部活動
- サッカー部
- 野球部
- バスケットボール部
- 卓球部
- バレーボール部
- ソフトテニス部
- 柔道部
- 剣道部
- ブラスバンド部
- 美術部
- ボランティアコーディネート部

## 通学区域が隣接している学校
- 岡山市立操山中学校
- 岡山市立富山中学校
- 岡山市立操南中学校
- 岡山市立福浜中学校
- 岡山市立岡輝中学校
- 岡山市立岡山中央中学校